# 党坝镇
党坝镇，是中华人民共和国河北省承德市平泉市下辖的一个乡镇级行政单位。

## 行政区划
党坝镇下辖以下地区：
党坝社区村、大吉口村、大块地村、秦家店村、围场沟村、西杖子村、南沟门村、四家村、大东沟村、山子后村、庄河庆村、二全地村、暖泉村、永安社区村、大石湖村和双兴村。